# Anhanguera
 Anhanguera  ist eine Gattung der Flugsaurier (Pterosauria), die 1985 nach Fossilfunden aus der brasilianischen Santana-Formation – einer Fossillagerstätte aus der Unter- sowie Oberkreide – beschrieben wurde. Der Name Anhanguera stammt aus dem Tupí, der Sprache der lokalen Indios, und bedeutet „Alter Teufel“ (anhanga – Teufel; nera – alt). Anhanguera gehört zu den am besten erforschten Flugsauriern der Kreidezeit. Bekannt sind einige unvollständige Skelette und Schädel.

## Merkmale

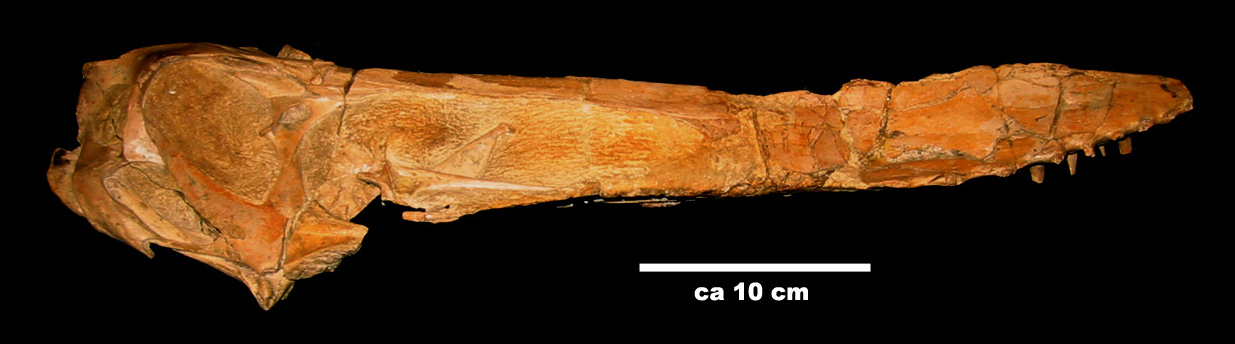
Dreidimensional erhaltener Schädel von A. santanae

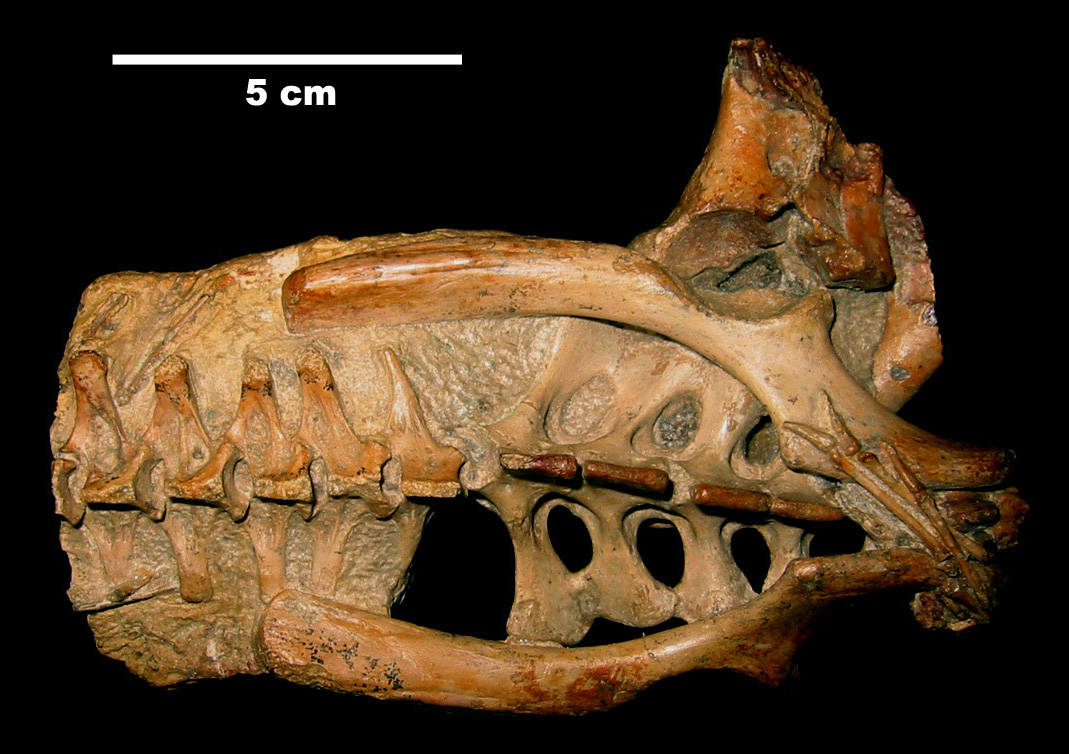
Becken von A. santanae

Anhanguera hatte einen schlanken Schädel, der einen halben Meter lang werden konnte. Auf dem vorderen Oberkiefer befand sich ein Knochenkamm, der Unterkiefer des Typusexemplars ist nicht erhalten. Anhanguera konnte eine Flügelspannweite von vier Metern erreichen, der Rumpf wurde dagegen lediglich 24 cm lang. Eine dreidimensionale Rekonstruktion des Beckens zeigt, dass Anhanguera seine Hinterbeine nicht senkrecht unter den Körper stellen konnte und deshalb auch nicht biped (auf zwei Beinen) laufen konnte. Vielmehr standen seine Beine seitlich ab und zwangen die Tiere zu einer quadrupeden Gangweise. Es wurden verschiedene Arten beschrieben, die sich vor allem in der Position des Knochenkamms unterscheiden. Dies könnte jedoch auch ein Geschlechtsunterschied sein.

## Arten
- Anhanguera blittersdorffi (Typusart)
- Anhanguera ligabuei
- Anhanguera piscator
- Anhanguera santanae (Syn.: Araripesaurus santanae)

## Erstbeschreibungen
- Diogenes A. Campos, Alexander W. A. Kellner: Panorama of the Flying Reptiles Study in Brazil and South America (Pterosauria / Pterodactyloidea / Anhangueridae). In: Anais da Academia Brasileira Ciencias. Bd. 57, Nr. 4, 1985, ISSN 0001-3765, S. 141–142 und 453–466.
- Peter Wellnhofer: Neue Pterosaurier aus der Santana-Formation (Apt) der Chapada do Araripe, Brasilien. In: Palaeontographica. Abteilung A: Paläozoologie, Stratigraphie. Bd. 187, Nr. 4/6, 1985, ISSN 0375-0442, S. 105–182.
- Peter Wellnhofer: Weitere Pterosaurierfunde aus der Santana-Formation (Apt) der Chapada do Araripe. In: Palaeontographica. Abteilung A: Paläozoologie, Stratigraphie. Bd. 215, Nr. 1/3, 1991, S. 43–101.